# 艾薇爾的祕密
〈艾薇爾的祕密〉（英語：Simon & Marcy）是《探險活寶》第五季的第14集。在卡通頻道2013年3月25日播出。在這一集裡，吸血鬼女王艾薇爾述說996年前，她和冰霸王（人類賽門·彼得里科夫），漫遊蘑菇戰爭後世界末日土地的故事。